# Сарнавський Євген Миколайович
Євге́н Микола́йович Сарна́вський — старший прапорщик, Державна прикордонна служба України.

## З життєпису
Станом на лютий 2017-го — інспектор прикордонної служби, відділ прикордонної служби Бахмут оперативно-бойової прикордонної комендатури Костянтинівка, Краматорський прикордонний загін.

## Нагороди
За особисту мужність і героїзм, виявлені у захисті державного суверенітету та територіальної цілісності України, вірність військовій присязі під час російсько-української війни
- нагороджений орденом «За мужність» III ступеня (27.5.2015).